# Gubernatorzy Korsyki
Wyspa Korsyka została w 1559 roku zakupiona przez genueński bank Uffizio di San Giorgio, w ten sposób Republika Genui objęła władzę nad wyspą. W  1637 roku doża Genui przyjął tytuł króla Korsyki. W 1768 Genua sprzedała Korsykę Francuzom.

## Genueńscy gubernatorzy Korsyki
- 1696-1700  Raffaello de Passano
- 1700-1702  Ottone de Fornari
- 1702-1704  Ettore de Fieschi
- 1704-1706  Filippo Doria
- 1706-1708  Filippo Adorno
- 1708-1710  Geronimo Venoroso
- 1710-1711  Filippo Cattaneo de Marini
- 1711-1714  Nigrone Rivarola
- 1714-1716  Paolo Francesco Spinola
- 1716-1717  Marco Aurelio Rebuffo
- 1717-1719  Giovanni Stefano Spinola
- 1719-1721  Bartolomeo Passano
- 1721-1722  Agostino Spinola
- 1722-1724  Antonio de Negroni (1st time)
- 1724-1726  Nicolo Durazzo
- 1726-1728  Antonio de Negroni (2nd time)
- 1728-1729  Alessandro Saluzzo
- 1729-1730  Felice Pinelli
- 1730-1731  Giovanni Francesco Gropallo
- 1731 Carlo de Fornari
- 1731 Camilio Doria
- 1731-1733  Paolo Battista Rivarola

## Genueńscy komisarze generalni
- 1733-1734  Paolo Gironimo Pallavicini
- 1734-1735  Pier Maria Giustiniani (I raz) i Ugo Fieschi
- 1735-1736  Felice Pinelli
- 1736-1737  Paolo Battista Rivarola
- 1737-1740  Giovanni Battista de Mari
- 1740-1743  Domenico Maria Spinola
- 1743-1745  Pier Maria Giustiniani (II raz)
- 1745-1751  Stefano de Mari
- 1751-1755  Giovanni Giacomo Grimaldi
- 1755-1762  Giuseppe Maria Doria
- 1762-1764  Giovanni Battista Saoli
- 1764-1768  Agostino Sperone

## Francuscy gubernatorzy
- 1768 François Claude, markiz de Chauvelin (ur. 1716, zm. 1773)
- 1768-1769 Louis Charles René, hrabia de Marbeuf (I raz) (ur. 1712, zm. 1786)
- 1769-1770 Noël de Jourda, hrabia de Vaux (ur. 1705, zm. 1788)
- 1770-1772 Louis Charles René, hrabia de Marbeuf (II raz)
- 1772-1775 Jean François, hrabia de Narbonne (ur. 1725, zm. ?)
- 1775-1786 Louis Charles René, hrabia de Marbeuf, markiz de Cargése (III raz)
- 1786-1789 Armand Charles, wicehrabia de Barrin de la Galissoniére (ur. 1723, zm. ?)

- przywódca powstania Pasquale Paoli kontrolował wyspę w styczniu 1794
- 1794-1796 rządy brytyjskie nad wyspą
- 1814 powrót rządów francuskich